# Джанкойський район
Джанкойський район (крим. Canköy rayonı) — район в Україні, Автономна Республіка Крим. Адміністративний центр — місто Джанкой.
Утворений 7 вересня 2023 року з територій Джанкойської міської ради республіканського значення та Джанкойського району.
За переписом 2001 року населення району становило 117,9 тисячі осіб.

## Ради і населені пункти
У районі 114 населених пунктів — 1 місто, 7 селищ і 106 сіл, які входять до 29 рад — 1 міської, 2 селищних і 26 сільських.
Відповідно до Закону України «Про внесення змін до деяких законодавчих актів України щодо вирішення окремих питань адміністративно-територіального устрою Автономної Республіки Крим» до 7 жовтня 2023 року мають бути затверджені адміністративні центри та території територіальних громад району.